# Obhausen
Obhausen es un municipio situado en el distrito de Saale, en el estado federado de Sajonia-Anhalt (Alemania), a una altitud de 180 metros. Su población a finales de 2015 era de unos 2300 habitantes y su densidad poblacional, 60 hab/km².